# 中林梧竹

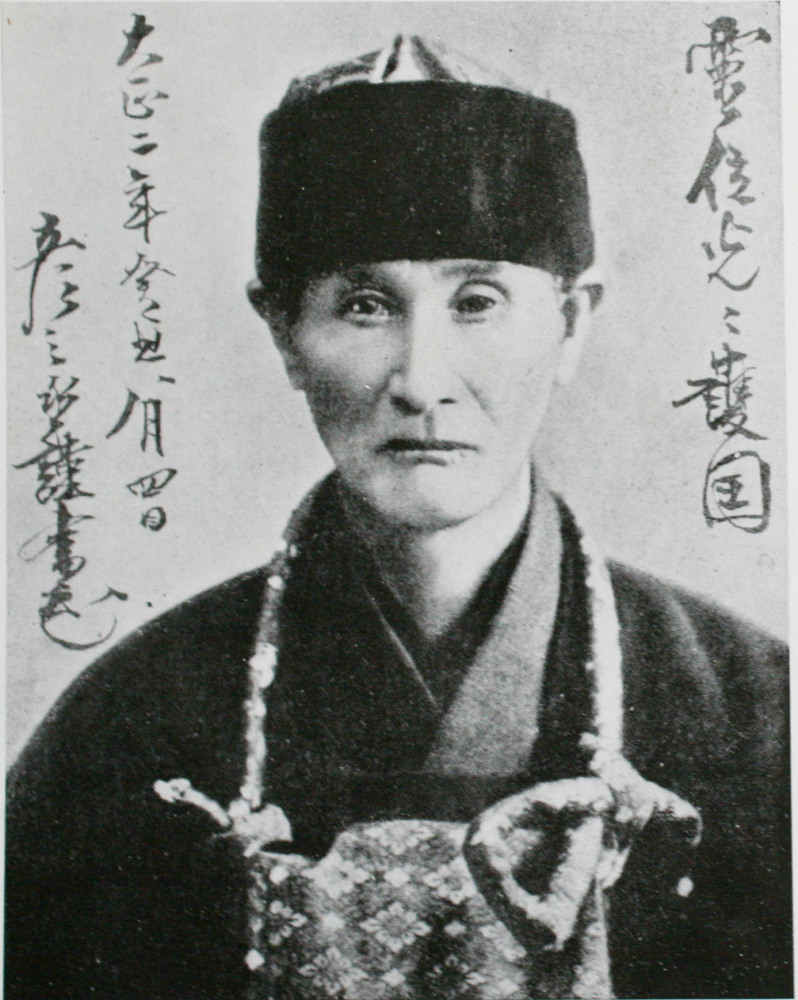
中林梧竹

中林 梧竹（なかばやし ごちく、文政10年4月19日（1827年5月14日） - 大正2年（1913年）8月4日）は、日本の書家。明治の三筆の一人。名を隆経、通称は彦四郎、字は子達。号は梧竹、別号に剣閣主人など。家は代々鍋島藩の支藩小城藩の家臣であった。

## 来歴
肥前国小城藩（現在の佐賀県小城市）出身。幼い時に草場佩川に師事する。19歳の時に藩命により江戸に留学し、山内香雪、市河米庵の門に入って書を学んだ。
1877年（明治10年）清国の余元眉（よげんび、長崎の清国理事府理事官）から中国の碑版法帖の提供を受け、梧竹の六朝書の研究が始まった。1882年（明治15年）梧竹は帰国する余元眉とともに清国に渡り、余元眉の師潘存のもとで古碑、拓本の蒐集・研究に没頭する。1884年（明治17年）帰国し、1891年（明治24年）王羲之の十七帖の臨書を明治天皇に献上した。
80代半ばより、自らの書の歩みの集大成となる『梧竹堂書話』の執筆を始めている。
1913年（大正2年）87歳の生涯を閉じた。

## 業績
明治書家にあっては珍しい造形型を追求した独特の書風を確立し、その新書風で書壇への影響力が大きかった。六朝の書法を探究して、多くの碑拓を請来したため、書というよりもむしろ絵画の味わいがある。また、水墨画も数多く残している。
同じく「明治の三筆」に数えられる日下部鳴鶴や巖谷一六と比べると、梧竹が手がけた石碑は少なく、現在全国に50基程を確認できる。石碑の文字にも独特の書風が現れているものが多いが、一部は正統の楷書で書かれている。

## 著書
- 『梧竹堂書話』

## 脚註
1. 1 2 3 4  “中林梧竹｜近代日本人の肖像”. 近代日本人の肖像.  国立国会図書館. 2023年9月15日閲覧。
2. 1 2 3 4 5  “中林梧竹（なかばやしごちく） | 明治有田の偉人たち”. www.arita.jp.   有田観光協会. 2023年9月15日閲覧。
3. 1 2 3 4 5 6  “中林梧竹とは”. 中林梧竹記念館デジタルミュージアム.  中林梧竹記念館. 2023年9月15日閲覧。
4. ↑  林淳『近世・近代の著名書家による石碑集成-日下部鳴鶴・巌谷一六・金井金洞ら28名1500基-』収録「中林梧竹石碑一覧表」及び各石碑写真（勝山城博物館　2017年）

## 関連文献
- 『書と禅』大森曹玄 1975年 新装版第二版 春秋社 p.82